# Sicya morsicaria
Sicya morsicaria är en fjärilsart som beskrevs av George Duryea Hulst 1886. Sicya morsicaria ingår i släktet Sicya och familjen mätare. Inga underarter finns listade i Catalogue of Life.